# Guerre d'indépendance de l'Angola
Guerres coloniales portugaises
La guerre d'indépendance de l'Angola désigne les conflits qui ont opposé le Portugal à des rébellions indépendantistes de 1961 à 1975. Au terme de ces conflits, l'Angola où les Portugais étaient présents dès le XVe siècle, et qui était une possession portugaise depuis le XIXe siècle, s'émancipe du colonialisme et acquiert son indépendance politique.
Pendant quinze ans, le Portugal tente de regagner le contrôle des territoires perdus à la suite des révoltes de 1960. Les efforts économiques et militaires consentis par la métropole ainsi que les pressions diplomatiques exercées par l'URSS et les États-Unis dans un contexte de décolonisation, expliquent les difficultés rencontrées par la politique portugaise de Salazar. À terme, le Portugal s'avéra incapable de maintenir une présence militaire en Angola, tant pour des raisons économiques et diplomatiques que politiques. 
À partir des années 1950, dans un contexte de préparation à la décolonisation de la majorité des pays d'Afrique, l'oppression du peuple angolais par le régime colonial portugais entraîne l'émergence de mouvements anti-coloniaux. Ces mouvements ont été les acteurs majeurs de l'opposition aux colonisateurs portugais, mais ils ne sont pas pour autant unis dans l'effort de décolonisation et s'affrontent durant la guerre d'indépendance. Le MPLA d'Agostinho Neto se voit confronté au FNLA de Holden Roberto et à l'UNITA de Jonas Savimbi. Lorsque le peuple angolais mené par ces différents mouvements conquiert enfin son indépendance en 1975, les tensions entre le MPLA et L'UNITA, alimentées par le contexte international de la guerre froide, donnent lieu à la guerre civile angolaise.

## Le contexte de la colonisation portugaise lors du déclenchement des premières rébellions dans le Nord

### Les conditions imposées par le régime colonial portugais
La présence des Portugais en Angola remonte au XVIe siècle, mais se limitait jusqu'au XIXe siècle à Luanda, Benguela et quelques autres localités sur la côte. À partir d'alors les colons qui travaillaient la terre s'étaient principalement installés sur la région côtière, mais de plus en plus dans le nord-ouest de l'Angola pour le café. Comme dans la plupart des colonies de peuplement, la majorité de la population originaire de la métropole est concentrée dans les villes. À partir des années 1950 l'immigration portugaise s'intensifie, en partie à cause d'un taux élevé de chômage au Portugal, l'Angola fait figure d'eldorado et attire des Portugais de classes sociales très variées. De 1950 à 1960 environ 100 000 Portugais arrivent en Angola, ce qui représente une augmentation de 118 % par rapport à la quantité de Blancs qui étaient déjà installés sur place. Pour autant les Blancs ne représentent pas une proportion importante de la population totale, mais en plus d'accaparer les terres ce sont ceux qui, parmi la population locale, dominent la vie économique, constituent l'essentiel de la couche qualifiée de main d’œuvre et occupent les postes d'encadrement.
Parmi les non-Blancs les Portugais ont mis en place un système de classification ségrégationniste des citoyens. Une citoyenneté portugaise réduite était donnée aux métis et assimilados, des Noirs qui selon les Portugais auraient atteint un niveau de « civilisation » suffisant pour profiter d'une première forme de citoyenneté. Les métis et assimilados en 1960 ne représentent que 2 % de la population noire angolaise. Cette citoyenneté les exempte du travail forcé qui était imposé au reste de la population africaine, qualifiée d’indigène.
Les membres de la population considérée comme « indigène » par les colons sont dans l'obligation de payer un impôt qui varie selon la productivité de la région où ils résident, une mesure qui oblige à accélérer la production agricole. L'imposition d'un type de culture par l'administration coloniale, en grande partie du coton, et les conditions de travail dans les fazendas, les fermes agricoles tenues par des colons portugais, provoquent régulièrement la révolte des paysans soumis au travail forcé. Ces premières révoltes vers la fin des années 1950 relèvent d'abord du sabotage, par exemple les semences imposées par les colonisateurs sont bouillies pour les rendre inutilisables. Rapidement les paysans révoltés forment de petits groupes armés qui entendent répondre par la violence à la violence du régime colonial portugais.

### Le soulèvement dans le nord
Le 4 février 1961, la population africaine qui vivait aux alentours de Luanda attaque la prison de Sao Paulo, la plus importante de la capitale. Une seconde attaque eut lieu, mais les deux se soldent par un échec. La population blanche de Luanda se venge tout en bénéficiant de la protection de la police, et des massacres sont perpétrés aux abords de la capitale. Le soulèvement de Luanda n'est pas le plus important parmi ceux qui se sont déroulés en 1961, mais par bien des côtés c'est celui qui a le plus influencé le développement d'un nationalisme révolutionnaire. Ses conséquences sanglantes marquèrent la pensée et l'action politiques angolaises, il n'y avait désormais plus d'autre choix que la résistance armée.
À partir du 15 mars 1961, le Nord de l'Angola connaît l'insurrection des travailleurs forcés des exploitations locales alliés à des agriculteurs Kongo, elle est influencée par le FNLA, alors appelé UPA. Bien que peu armés, les insurgés parviennent à prendre le contrôle de grandes régions autour de Uige, le centre de la culture du café alors appelé Carmona, s'emparant des fermes européennes, des établissements de commerce et des postes de police. Les ponts sont détruits et les routes sont bloquées, les autorités portugaises perdent alors le contrôle de ces régions. Le nombre de personnes participant à l'insurrection dans le nord en 1961 se compte déjà par milliers. Pendant ce soulèvement dans le Nord, la population civile européenne, ainsi que les métis et assimilados, sont les cibles de la violence des rebelles. Le massacre de Blancs par des Africains choque profondément les Européens qui répondent sur place par des tueries qui se répètent. Face à cette violente répression, d'importantes migrations ont lieu en direction du Congo, mi-juin où plus de 80 000 paysans ont déjà quitté leur terre natale pour échapper aux massacres, ces migrations sont accompagnées de la fuite de nombreux militants du MPLA.

## 13 années de lutte pour l’indépendance, jusqu’à l’épuisement de la métropole et la révolution des œillets

### Résistances et répressions
Les opérations militaires systématiques menées par les colons portugais contre les rebelles dans le Nord de l'Angola ne débutèrent qu'en mai 1961. L'armée comportait environ 2 000 soldats métropolitains et un peu plus de colons mobilisés, mais la majorité des troupes était composée de soldats africains. L'été 1961 est marqué par le déclin de la rébellion qui se heurte aux forces armées des colonisateurs, les guérilleros sont trop peu nombreux et mal armés. Des petites poches de résistance de guérilla continuent néanmoins d'exister dans le Nord. Les hauts fonctionnaires d’État étaient parfaitement au courant des massacres d'Africains qui étaient perpétrés par les colons, aidés par l'armée, mais ils n'étaient pas prêts à protéger les Africains, même dans la capitale, de peur de provoquer l'antagonisme de la communauté blanche. Alors que le Sud n'avait connu aucun soulèvement, la violence se propage depuis le nord et la population africaine d'Angola méridional devient alors la proie de massacres par les Européens. Durant les années qui suivirent, les tensions entre les mouvements indépendantistes que sont le MPLA et le FNLA, endiguèrent le processus insurrectionnel entamé en 1961. Le MPLA communiste, dont la plupart des représentants s'était enfuie au Congo, s'est retrouvé confronté à un blocus organisé par le FNLA et Mobutu, qui s'était emparé du pouvoir au Congo grâce à un coup d'État en 1960. Le dirigeant du FNLA Roberto Holden et Mobutu, tous deux profondément anti-communistes, empêchèrent le MPLA d'envoyer des renforts à ses troupes dans le Nord de l'Angola jusqu'en juillet 1966 et février 1967.

### L’épuisement de la métropole
Pour regagner le contrôle de sa colonie, la métropole a engagé des effectifs militaires importants, avec près de 65 000 soldats portugais envoyés en réponse au soulèvement de 1961. L'armée portugaise est également mobilisée au Mozambique qui cherche à s'émanciper de la colonisation portugaise au même moment que l'Angola. À ces coûts militaires s'ajoutent ceux relatifs au contrôle policier sur place. Pendant les 15 années de lutte que représente la guerre d'indépendance d'Angola, les partisans des mouvements de libération sont traqués et emprisonnés. Certains se retrouvent enfermés pendant plusieurs années pour avoir distribué des tracts politiques qui incitaient à la rébellion contre les colonisateurs. L'Angola n'est plus une entreprise suffisamment profitable pour le Portugal. L'exploitation des terres, lorsqu'elles ne sont pas aux mains des rebelles, est rendue difficile dans le climat de tension qui existe entre colonisateurs et colonisés. Salazar, puis son successeur Caetano, s'étaient efforcés de faire passer l'Angola pour une colonie modèle, en dissimulant les révoltes le mieux qu'ils pouvaient grâce à de la propagande et au contrôle des frontières. Mais après 15 années de lutte, la pression appliquée par l'OTAN et par les deux grandes puissances emblématiques de la guerre froide, est trop importante pour que le Portugal puisse conserver sa colonie beaucoup plus longtemps.
En 1974, la révolution des œillets qui renverse le régime dictatorial de Salazar au Portugal, marque le début de nouvelles relations entre la métropole et les mouvements de libération de l'Angola. L'indépendance angolaise est alors négociée et la date du 11 novembre 1975 est choisie.

## Une indépendance proclamée dans un climat politique tendu
Le climat de la prise d'indépendance est tendu entre les différents mouvements de libérations que sont le MPLA, le FNLA et l'UNITA. Ensemble ils concluent un cessez-le-feu en janvier 1975 et établissent une constitution provisoire. Le 11 novembre 1975, l'indépendance de l'Angola est proclamée à la fois par le MPLA et le FNLA. Bien qu'en 1976 la république populaire d'Angola dirigée par le chef du MPLA Agostinho Neto, est reconnue par la plupart des pays du monde et par l'ONU, la situation politique de l'Angola n'est pas stabilisée. Le MPLA soutenu par l'URSS et Cuba se retrouve confronté à ses opposants du FNLA et de l'UNITA soutenus par les États-Unis et les troupes sud-africaines pendant 27 ans lors de la guerre civile angolaise qui dure jusqu'en 2002.

Vestiges de la guerre.
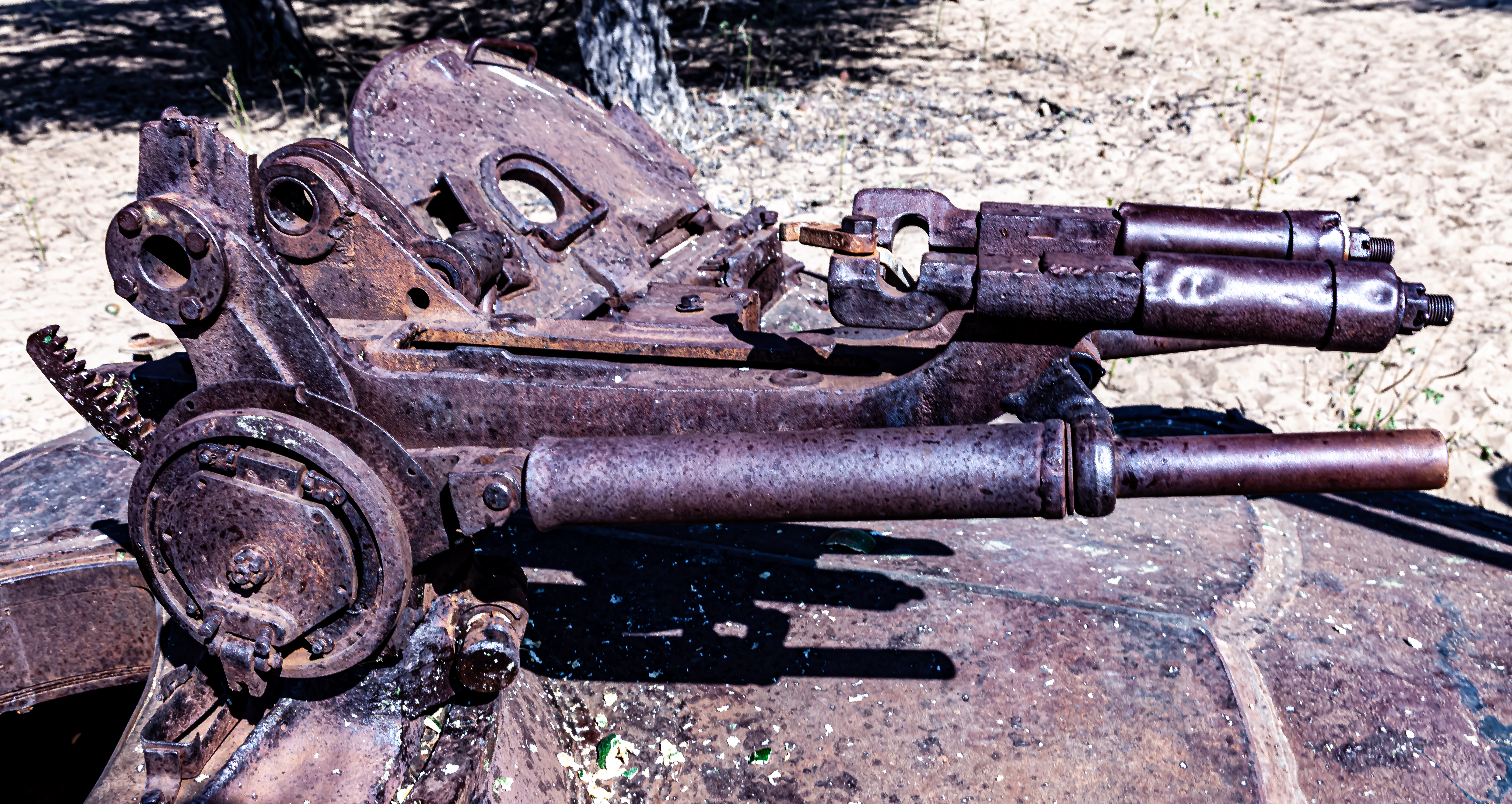
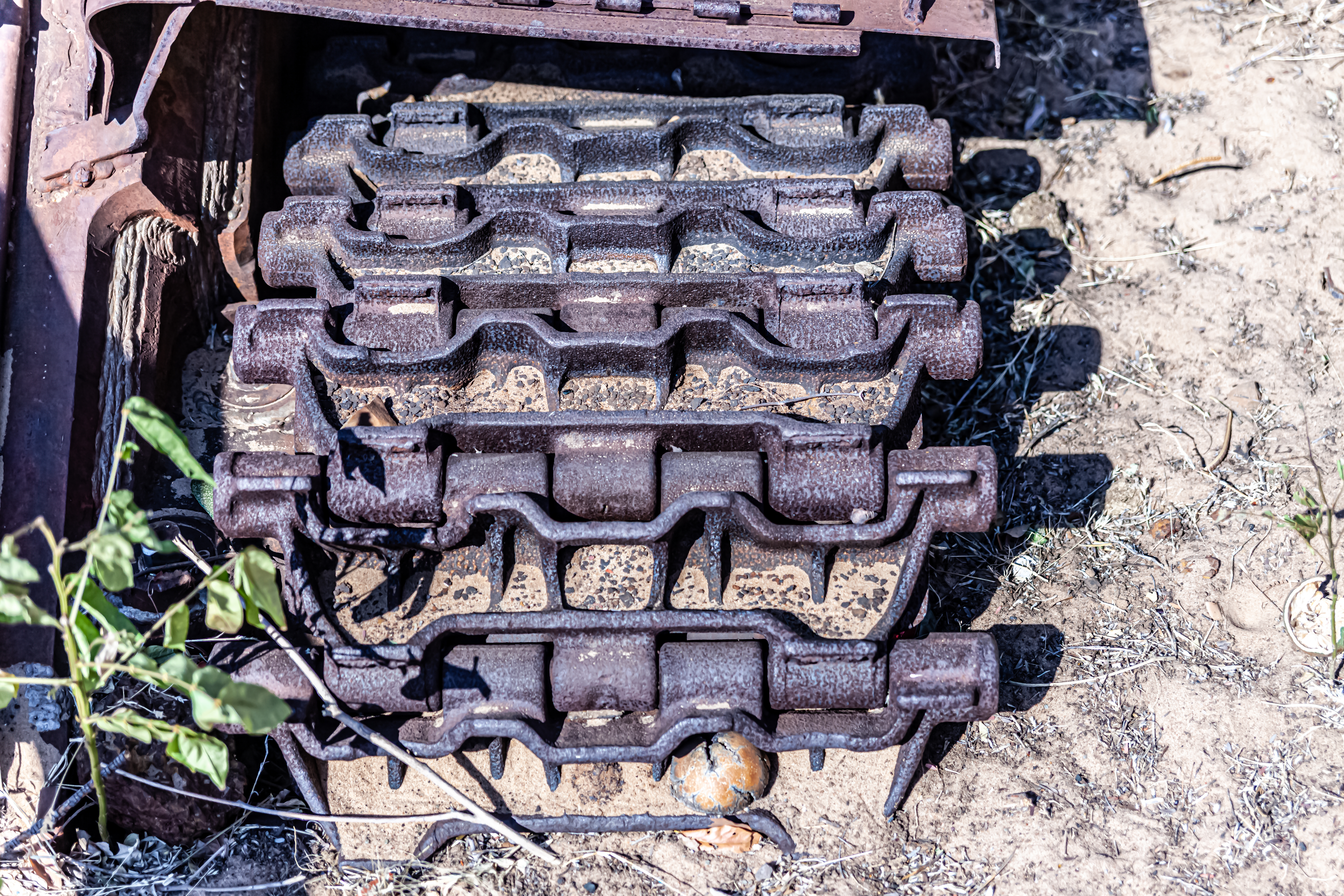
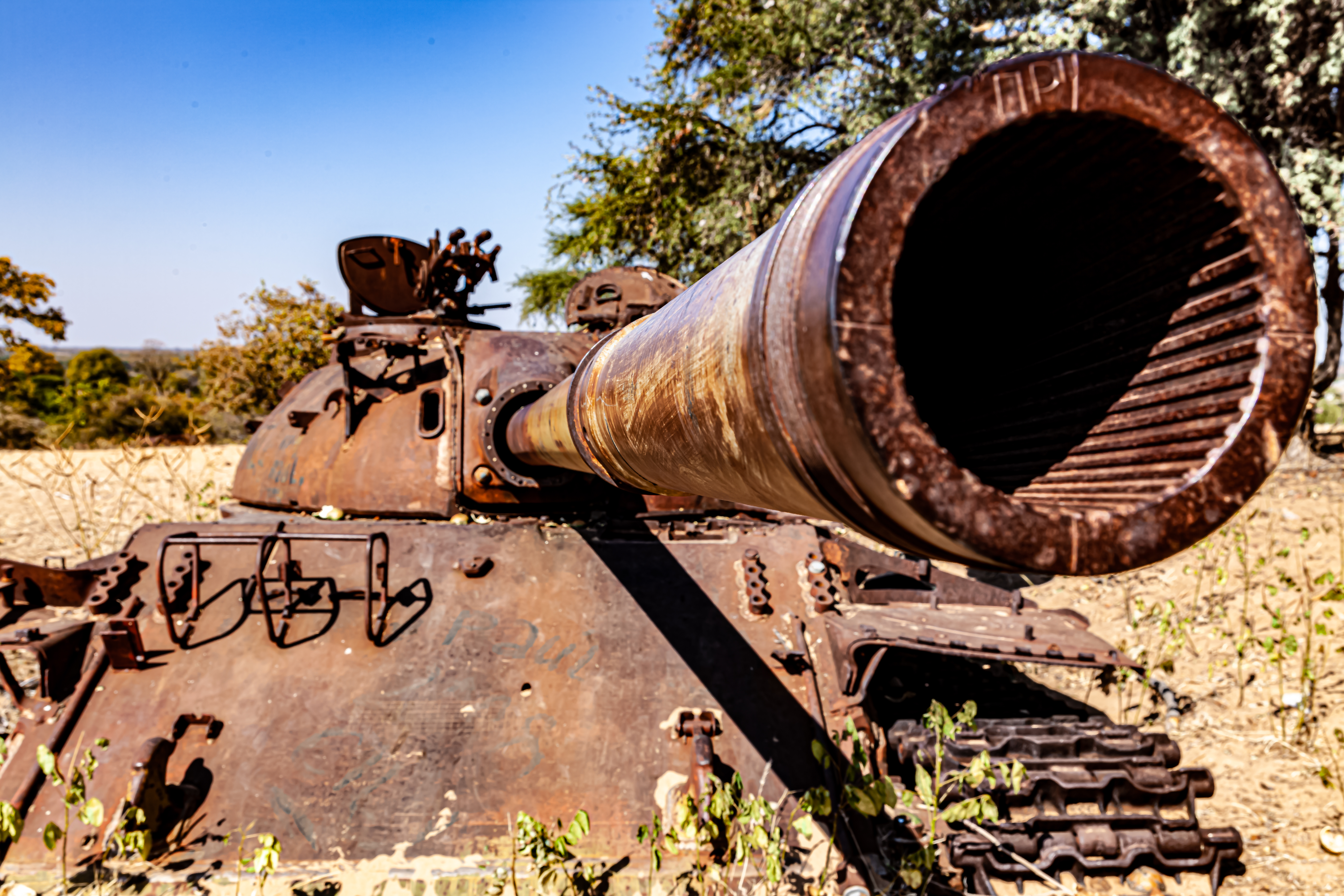
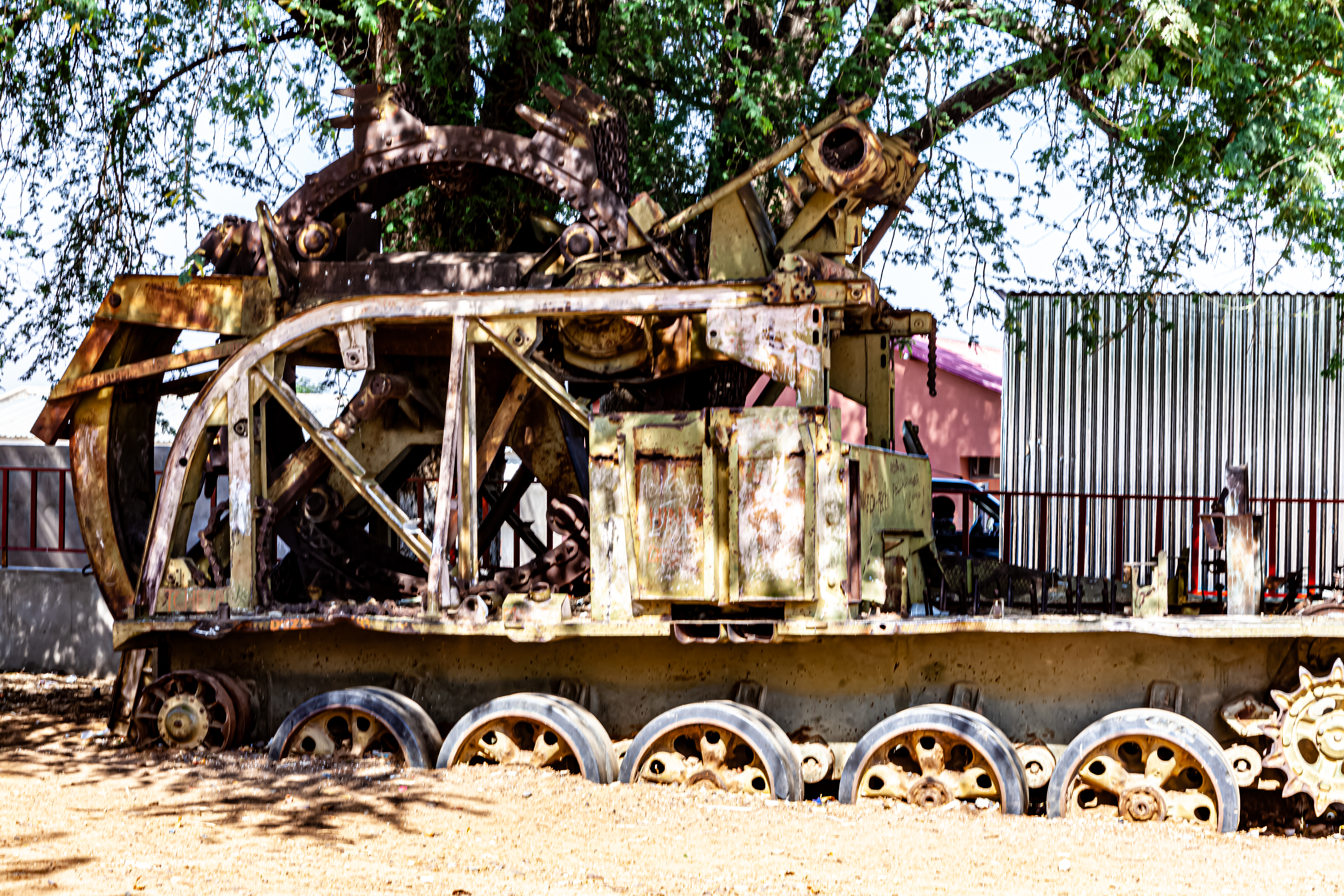
Démineuse.
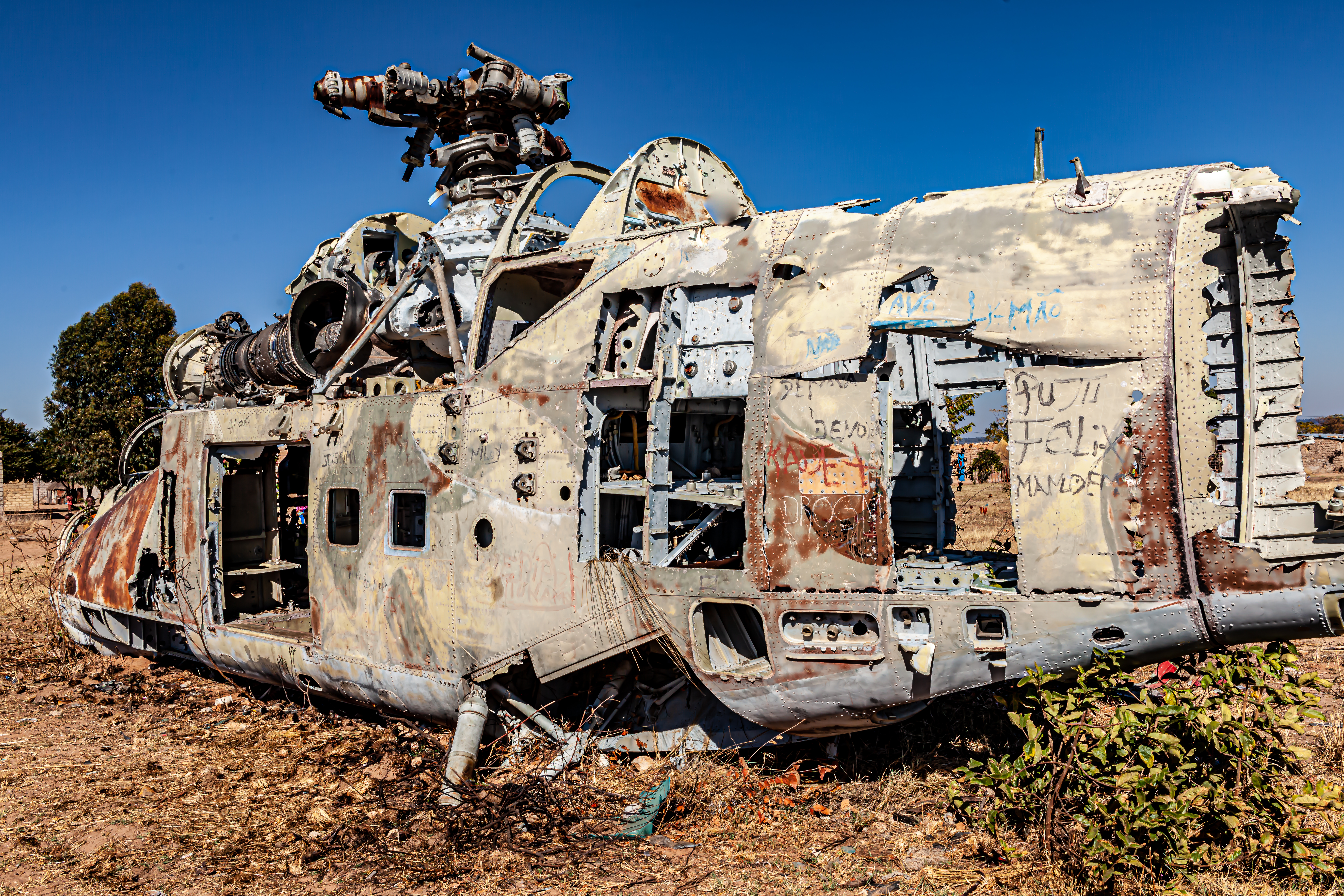
Hélicoptère abattu.